# Myiothlypis bivittata
La reinita bandeada o arañero coronado grande (Myiothlypis bivittata),  es una especie de ave paseriforme de la familia Parulidae que vive en bosques y selvas del norte y oeste de América del Sur.

## Descripción
Mide una media de 13 centímetros de largo. Las partes superiores de su cuerpo son de color gris con el lomo oliváceo, la corona es plomiza, ocultando una faja dorada-anaranjada. Muestra una ceja, párpados, así como sus partes inferiores de color amarillo.

## Hábitat y distribución
Habita en selvas de altura en dos sectores de América del Sur: Guyana, sur de Venezuela y norte del Brasil por un lado; y en las selvas de montaña de la ladera oriental de los Andes, desde el centro y sur del Perú pasando por Bolivia, hasta el noroeste de la Argentina. En la Argentina se distribuye en las provincias de: Jujuy y Salta.

## Taxonomía
Esta especie fue descrita científicamente con el nombre de Muscicapa bivittata por Frédéric de Lafresnaye y Alcide d'Orbigny en 1837, con ejemplares procedentes de las Yungas de Chiquitos, en Bolivia. 
Este taxón se encuentra estrechamente relacionado con Myiothlypis chrysogaster, pudiendo ambos formar una superespecie. Sus rangos geográficos se superponen sólo en una pequeña área del sur del Perú, aunque allí están separados altitudinalmente. La subespecie Myiothlypis bivittata roraimae, geográficamente alejada de las otras dos, es tratada como una especie separada por algunos autores.

## Subespecies
La especie está compuesta por 2 subespecies:
- Myiothlypis bivittata bivittata (d'Orbigny y Lafresnaye, 1837) - Selvas de montaña de la ladera oriental de los Andes, desde el centro y sur del Perú hasta el centro de Bolivia.
- Myiothlypis bivittata argentinae JT Zimmer, 1949 - Selvas de montaña de la ladera oriental de los Andes, desde el centro y sur de Bolivia hasta el noroeste de la Argentina.